# 母さん、家においでよ
『母さん、家においでよ』（かあさん、うちにおいでよ）は、1986年9月1日 - 10月31日にTBS「花王 愛の劇場」枠にて放送された昼ドラである。

## キャスト
- 津島恵子
- 六浦誠
- 山本亘
- 長谷川初範
- 佐野アツ子
- 大川栄子
- 野村昭子
- 浜田光夫
- 石倉三郎
- 下元勉
- 小林哲子
- 遠藤由美子
- 佐藤万理

## スタッフ
- 演出 - 下村尭二
- 製作担当 - 市川幸嗣
- 製作主任 - 高橋政彦
- 脚本 - 楠田芳子
- 制作 - TBS、C.A.L

## 主題歌
- 『人生』歌：河島英五

日本語詞：なかにし礼／作詞・作曲：フレディ・アギラ／編曲：矢野立美